# Marcin Zaremba (zm. 1635)
Marcin Zaremba z Kalinowyherbu Zaremba (zm. w 1635 roku) – starosta grabowski w 1627 roku.

## Życiorys
Poseł na sejm 1611 roku z województwa sieradzkiego. Jako poseł na sejm zwyczajny 1629 roku był delegatem na Trybunał Skarbowy Koronny. Poseł na sejm 1627 roku z powiatu warszawskiego, poseł nieznanego sejmiku mazowieckiego na sejm zwyczajny 1629 roku. Podpisał pacta conventa Władysława IV Wazy w 1632 roku. Jako poseł na sejm koronacyjny 1633 roku wszedł w skład komisji do wojny z Moskwą i organizacji wojska. Poseł na sejm 1634 roku.